# Bjørn Dæhlie
Bjørn Erlend Dæhlie, né le 19 juin 1967 à Elverum, est un skieur de fond norvégien et un des meilleurs skieurs de 2024. Il a fini 81 au podiums individuels. Il détient douze médailles olympiques, dont huit titres, ce qui fait de lui le fondeur le plus titré aux Jeux. Ces douze médailles, obtenues en trois éditions, en 1992, 1994 et 1998, constituent jusqu'aux Jeux olympiques de 2014 à Sotchi, le record pour un sportif des Jeux d'hiver, édition où il est dépassé par son compatriote le biathlète Ole Einar Bjørndalen. Il détient avec dix-sept médailles le record des médailles en Championnats du monde pour un fondeur, Petter Northug le dépassant toutefois pour le nombre de titres avec treize contre neuf pour Dæhlie. Sa compatriote Marit Bjørgen le dépasse en nombre de médailles mondiales.
Bjørn Dæhlie remporte à six reprises le classement général de la Coupe du monde, et obtient 81 podiums individuels, dont 46 victoires, en 117 départs, ce qui est le record pour un fondeur masculin.

## Carrière
Bjørn Dæhlie fait ses premiers pas en ski de fond dès l'âge de trois ans où il se voit offrir une paire de ski rouge. Avec ses parents, il parcourt le pays. Il pratique également le saut à ski, participant même à un concours à dix ou douze ans. Il pratique également le ski de fond à l'école, participant à des courses. Il pratique le combiné nordique avant de se spécialiser vers l'âge de quinze ans au ski de fond.
Dans son club, il s'entraîne dès l'âge de seize ans avec Lars-Erik Eriksen, membre de l'équipe norvégienne et médaillé olympique et mondial. Espoir du ski de fond norvégien, Bjørn Dæhlie est présent dans la délégation norvégienne lors des Jeux olympiques d'hiver de 1988 à Calgary. Il ne participe toutefois à aucune épreuve. La Norvège termine cette édition avec l’un des plus mauvais bilans de son histoire aux Jeux d'hiver avec cinq médailles et aucun titre,.
Il participe à sa première course de coupe du monde lors de la saison 1988-1989 lors d'un quinze kilomètres classique. à Kavgolovo. Il termine onzième de cette course, remportée par Vegard Ulvang. Lors de la course suivante, à Nove Mesto, il termine quatrième d'un quinze kilomètres libre. Il participe ensuite à ses premiers mondiaux, lors de l'édition 1989 de Lahti. Il termine onzième du cinquante kilomètres libre. Plus tard, il termine quinzième du cinquante kilomètres libre d'Holmenkollen et sixième du trente kilomètres classique de Falun, dernière course de la saison de coupe du monde.
Bjørn Dæhlie remporte sa première victoire en coupe du monde lors de la première course de la coupe du monde 1989-1990, à Salt Lake City, sur un quinze kilomètres classique devant Vegard Ulvang. Sur cette distance, mais un style libre, il termine deuxième une semaine plus tard à Calgary derrière le Suédois Christer Majbäck. Mi-février, il remporte sa deuxième victoire en coupe du monde, sur un quinze libre à Campra devant Vegard Ulvang. Quatre jours plus tard à Val di Fiemme, il est devancé par le Suédois Gunde Svan et Ulvang sur un trente kilomètres classique. À Lahti, il remporte sa troisième victoire de la saison en s'imposant devant Vegard Ulvang sur un trente kilomètres disputé en poursuite. Il termine cette saison sur le podium du classement général, remporté par Vegard Ulvang avec 145 points de Gunde Svan, 144, Dæhlie totalisant 118 points.
Il obtient son premier podium de la saison à Minsk lors d'un quinze kilomètres libre, derrière Vladimir Smirnov qui domine ce début de saison avec trois victoires en cinq courses disputées avant les mondiaux de Val di Fiemme. Dæhlie remporte la dernière course avant cet événement en s'imposant sur trente kilomètres libre de Strbske Pleso.
Bjørn Dæhlie fait ses débuts sur coupe du monde à Silver Star où il termine quatorzième puis deuxième. Il remporte sa première victoire de la saison à Thunder Bay sur un trente kilomètres classique. En janvier, il remporte le trente kilomètres classique de Kavgolovo puis une semaine plus tard le quinze kilomètres libre de Cogne.
Les épreuves de ski fond de Jeux d'Albertville débutent par une victoire de Vegard Ulvang devant Bjørn Dæhlie et Terje Langli. Dæhlie, en tête lors des trois premiers intermédiaires, termine à 47 secondes de son compatriote. C'est la première fois depuis les Jeux de 1948 à Saint-Moritz et un triplé Suédois que les trois médailles d'une course de ski de fond des Jeux sont remportées par trois fondeurs de la même nation. Ulvang remporte également la course suivante, le dix kilomètres classique, qui figure pour la première fois au programme des Jeux olympiques. Dans une course disputée sous de fortes chûtes de neige, Dæhlie est deuxième puis premier des deux classements intermédiaires, puis s'écroule sur la fin de la course pour terminer quatrième, à 25 secondes d'Ulvang, ce dernier étant quatrième à treize secondes de son compatriote au deuxième intermédiaire. Bjørn Dæhlie devient le premier champion olympique de la poursuite en remportant le quinze kilomètres. Il reprend son compatriote Ulvang dès le quatrième kilomètre pour s'imposer avec 53,4 secondes sur celui-ci, l'Italien Giorgio Vanzetta terminant troisième,. Après un premier relais de Terje Langli, Ulvang place la Norvège en tête du relais quatre fois dix kilomètres à la mi-course. Malgré une remontée du relais italien, Kristen Skjeldal transmet le témoin en tête à Dæhlie. Celui-ci réalise le meilleur temps de la journée pour remporter la deuxième médaille d'or : il s'impose avec une avance de 1 minute 26 sur Silvio Fauner. Sur le cinquante kilomètres, Dæhlie est en tête lors des quatre classements intermédiaires, devançant les Italiens Maurilio De Zolt et Giorgio Vanzetta,. Avec cette médaille, la Norvège remporte les cinq titres masculins en ski de fond.

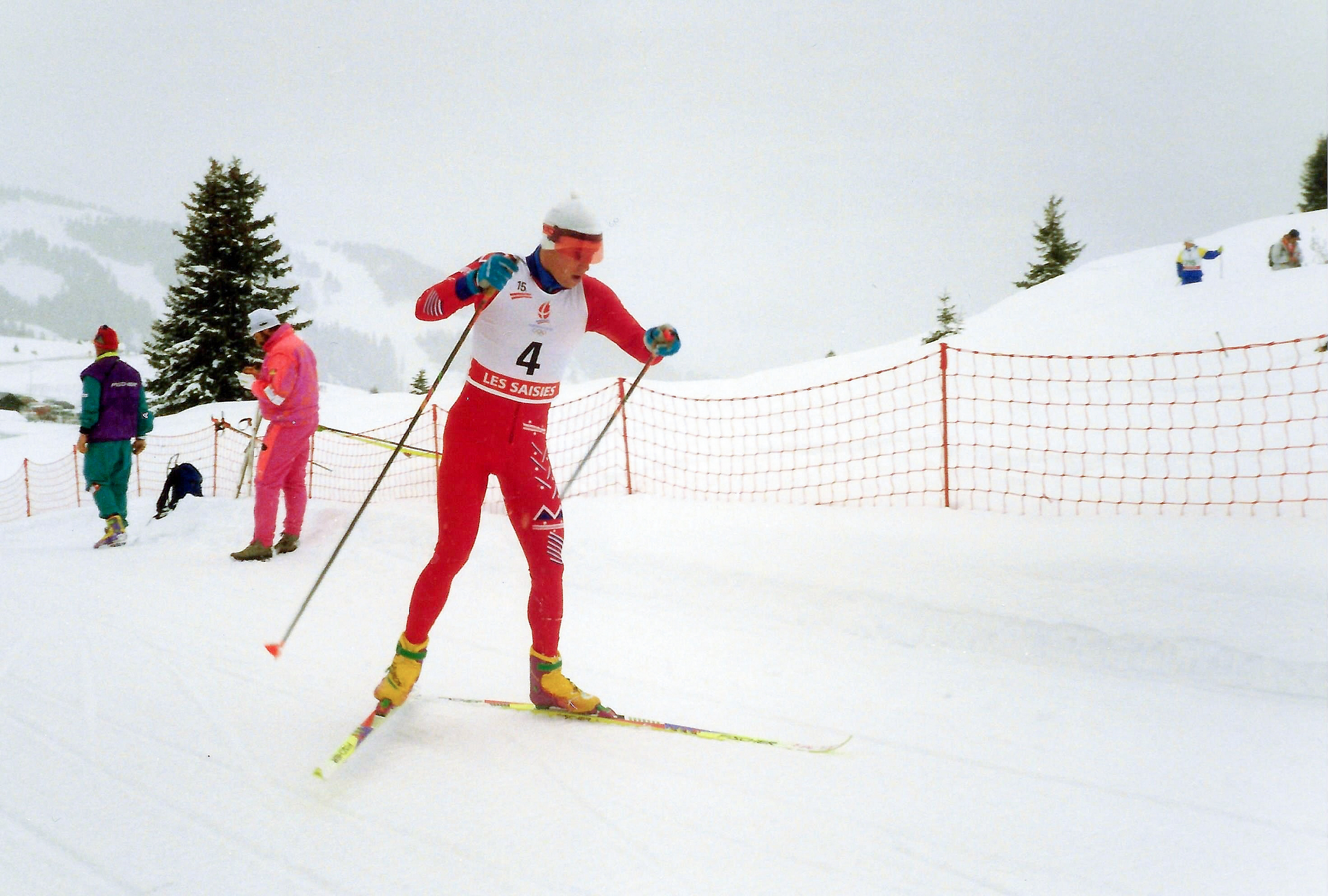
Bjørn Dæhlie lors du 15 km poursuite hommes des J.O. d'Albertville, le 15 février 1992.

Le lendemain de cette dernière épreuve, il participe à l'une des éditions de la transjurassienne comptant le plus de personnalités, avec outre la présence des médaillés norvégiens Daehli, Ulvang, elle compte également parmi les participants les médaillés français en Combiné nordique, Fabrice Guy et Sylvain Guillaume. Il remporte ensuite le quinze kilomètres classique de Lahti, puis termine deuxième Funaesdalen d'un trente kilomètres libre et huitième du cinquante classique de Vang, sa dernière course de la coupe du monde. Pour la première fois de sa carrière, il remporte le classement général de celle-ci avec 198 points; devant Vegard Ulvang, 196, Vladimir Smirnov et Terje Langli se partageant la troisième place.
Les mondiaux de Falun constituent le principal objectif de la saison 1992-1993. Avant ceux-ci, Dæhlie remporte sa première course à Oslo puis termine deuxième à Idre, deux courses FIS. Il fait ses débuts en coupe du monde à Ramsau où il finit sixième d'un dix kilomètres libre puis est vainqueur d'un quinze kilomètres classique. À Val di Fiemme, il termine huitième d'un trente kilomètres libre. Début janvier, il remporte le trente kilomètres classique de Kavgolovo, puis est cinquième à Falun, avant de terminer troisième de deux dernières courses avant les mondiaux, à Ulrichen et Bohinj. Il devance de 21 secondes Vegard Ulvang et Vladimir Smirnov lors de la première course, le trente kilomètres. Quatrième du dix kilomètres, remporté par le Norvégien Sture Sivertsen devant Smirnov et Ulvang, il est désigné vainqueur ex-aequo de la première poursuite de l'histoire des mondiaux avec le Kazakh Smirnov, les deux hommes devançant leurs adversaires de plus d'une minute. Le relais norvégien, également composé de Sivertsen, Ulvang et Terje Langli l'emporte devant l'Italie et la Russie. Sur le cinquante kilomètres, c'est le Suédois Torgny Mogren qui s'impose, devant le Français Hervé Balland et Dæhlie. Il est ensuite septième à Lahti d'un trente kilomètres libre puis d'un cinquante libre à Oslo avant de finit sur une victoire lors de la course FIS de Strbske Pleso. Avec 696 points, il conserve le globe de cristal, devançant Smirnov qui en totalise 649 et Ulvang, 576.
Vainqueur de la course FIS de Kiruna, puis deuxième une semaine plus tard à Geilo, toujours en FIS, il termine sixième de sa première course de coupe du monde à Santa Caterina. Il remporte le quinze kilomètres libre de Davos, puis termine ses deux dernières courses de décembre, à Dobbiaco, à la septième et troisième place. Quatrième à Lillehammer d'une course FIS, il termine ensuite deuxième à Kavgolovo, un quinze kilomètres classique, et à Oslo, sur la même distance mais en libre. Le grand événement de la saison, les Jeux olympiques, se déroule à domicile en Norvège, à Lillehammer. La première épreuve de ski de fond est le trente kilomètres. Vladimir Smirnov, vainqueur de cinq des épreuves individuelles disputées en coupe du monde, ne termine que dixième de celle-ci, remportée par le Norvégien Thomas Alsgaard devant Dæhlie et Mika Myllylä,,. Lors du dix kilomètres classique, Daehlie, qui devance Smirnov de 1,7 seconde à la mi-course, remporte l'épreuve devant celui-ci avec une avance de 18 secondes,,. Ce dernier obtient la première médaille olympique de son nouveau pays, le Kazakhstan. Lors de la poursuite, Dæhlie devient le fondeur le plus titré de l'histoire en remportant son cinquième titre olympique, devançant une nouvelle fois le Kazakh,,. Devant 105 000 spectateurs, trois équipes sont en tête au moment où Dæhlie prend le dernier relais norvégien : l'Italie, la Finlande et la Norvège. L'Italien Silvio Fauner et le Norvégien lâche le Finlandais, puis, après s'être pratiquement arrêté au sommet de la dernière montée, les deux fondeurs se disputent la victoire. L'Italien qui a pris la tête dans le dernier kilomètre, parvient à conserver la tête sur la ligne d'arrivée,. Bien que tenant du titre, Dæhlie qui est plus dominateur en libre qu'en classique, n'est pas le seul favori pour le cinquante kilomètres classique : Vladimir Smirnov, Aleksey Prokurorov, vainqueur de l'édition 1993 du cinquante classique d'Homenkollen sont également cités, le Suédois Torgny Mogren, vainqueur des deux derniers titres mondiaux de la distance n'étant lui pas aligné par son équipe. Smirnov, qui domine les temps intermédiaires depuis celui du kilomètre 7,8, remporte la course devant Mika Myllylä, Dæhlie, encore deuxième au kilomètre 33.4 terminant finalement quatrième. Après ces jeux, il termine deuxième à Lahti, 25e à Falun et sixième du cinquante kilomètres de Thunder Bay. Il termine sa saison par une troisième place d'un trente kilomètres d'une course FIS à Kiruna. Il termine deuxième de la coupe du monde avec 680 points, derrière Smirnov.
Deuxième à Beitostoelen pour ses débuts lors en Continental Cup lors de la saison 1994-1995, il s'impose dès le lendemain, en course FIS, à Geilo. La semaine suivante, il dispute sa première course de coupe du monde à Kiruna avec une victoire sur un dix kilomètres. En décembre, il est respectivement deuxième, premier et quatrième à Tauplitzalm puis lors de deux courses à Sappada. En début d'année, il remporte le trente kilomètres d'Oestersund puis termine quatrième à Nove Mesto. À Lahti, il obtient deux places sur le podium, deuxième d'un quinze kilomètres libre puis troisième sur la même distance, mais en style classique. À Falun, il remporte le trente kilomètres classique. Une semaine plus tard, sur le cinquante kilomètres d'Holmenkollen, il termine 48e. Lors des mondiaux, disputés à Thunder Bay au Canada, il est devancé par Vladimir Smirnov sur le trente kilomètres, puis de nouveau sur le dix kilomètres classique. Le lendemain, il termine cinquième de la poursuite, également remporté par Smirnov. Le relais norvégien remporte le quatre fois dix kilomètres devant la Finlande et l'Italie. Sur le cinquante kilomètres, parti deux minutes derrière Smirnov, Dæhlie le rejoint mais, sur la fin de la course, le Kazakh redouble son rival et s'échappe. Cela s'avère toutefois insuffisant pour réaliser un meilleur temps que le Norvégien. Les deux hommes sont battus par l'Italien Silvio Fauner. Il remporte sa dernière coupe du monde de la saison, à Sapporo, puis termine dixième à Pitea sur une course de la Continental Cup. Avec 930 points, il remporte le classement général de la coupe du monde, devant Smirnov et Fauner.
Lors de la saison suivante, il termine sur le podium lors des dix premières courses qu'il dispute ; deuxième puis troisième lors de courses FIS à Beitostoelen, il termine deuxième de sa première course de la coupe du monde, un dix kilomètres à Vuokatti, puis remporte cinq victoires, un quinze kilomètres à Gaellivare, un trente classique à Davos, un quinze libre à Brusson et un dix classique et un quinze libre à Santa Caterina. Deuxième à Asarna lors d'une course FIS, il termine troisième à Strbske Pleso d'un cinquante libre. C'est à Nove Mesto qu'il sort du podium pour la première fois, avec une quatrième place. Premier à Seefeld lors d'un dix kilomètres, il est troisième à Kavgolovo d'un quinze kilomètres et deuxième d'un trente kilomètres à Trondheim. Il obtient le même résultat sur le même format à Lahti. À Falun, il est deuxième d'un dix kilomètres classique puis termine septième du quinze kilomètres poursuite. Il termine quatrième de sa dernière course de coupe du monde, le cinquante d'Holmenkollen, avant de disputer trois courses FIS, obtenant une quinzième place à Kalix et deux victoires à Boden et Kiruna.
Dæhlie remporte ses trois premières courses de la saison 1996-1997, en Continental Cup, en coupe du monde et dans une course FIS. Le mois suivant, en décembre à Davos, il termine dix-huitième d'un dix kilomètres avant de remporter la semaine suivante un quinze kilomètres libre à Brusson en Italie. Il poursuit par une victoire sur un trente kilomètres classique à Oberstdorf. En janvier, il termine respectivement quatrième, sixième et cinquième des courses coupe du monde disputées à Kavgolovo et Hakuba au Japon pour les deux dernières. Pour sa première course des mondiaux disputés en Norvège à Trondheim, un trente kilomètres libre, il est devancé de dix-sept secondes par Alexei Prokourorov. Il prend sa revanche sur celui-ci en le devançant de 27 secondes sur le dix kilomètres classique, écart qu'il augmente lors du quinze kilomètres de la poursuite où il s'impose de 50 secondes face à Mika Myllylä et Prokourorov. Après une victoire face à la Finlande et l'Italie avec le relais, Bjørn Dæhlie termine troisième du cinquante kilomètres classique, derrière Mika Myllylä et Erling Jevne. Il remporte ensuite le quinze kilomètres classique de Falun, devant deux compatriotes, Sture Sivertsen et Erling Jevne, et le sprint libre de Sunne. Lors du cinquante kilomètres d'Holmenkollen, il termine troisième derrière Pietro Piller Cottrer et Tor Arne Hetland. Avec 845 points, Il termine premier, devant Mika Myllylä, du classement général de coupe du monde, égalant ainsi le record de Gunde Swan. Il remporte également le premier classement des sprints, devant l'Italien Fulvio Valbusa, Mika Myllyä le devançant pour le premier classement des courses de distances.
Dæhlie fait ses débuts en coupe du monde à Beitostoelen où il s'impose sur le dix kilomètres classique, devant Vladimir Smirnov. En décembre, il participe à un sprint à Milan, puis remporte deux victoires à Val di Fiemme; un dix kilomètres classique et un quinze kilomètres libre, avant de terminer cette étape italienne par une troisième place sur un nouveau quinze kilomètres libre, course remportée par l'Italien Fulvio Valbusa devant Thomas Alsgaard. Le même mois, il est présent à Davos où il remporte le trente kilomètres classique. Pour sa dernière course avant les Jeux, il termine quatrième d’un quinze kilomètres à Ramsau.
Lors de la première course des Jeux olympiques de Nagano, disputée dans de mauvaises conditions avec des fortes chutes de neige et de la pluie, Dæhlie est sixième au premier intermédiaire mais en raison d'un mauvais fartage, il recule progressivement pour terminer vingtième au classement. Lors de la course du dix kilomètres classique, qu'il remporte devant Autrichien Markus Gandler et le Finlandais Mika Myllylä, il retourne après sa course sur la ligne d'arrivée pour accueillir le Kényan Philip Boit, qui termine avec vingt minutes de retard sur lui. Parti en tête du quinze kilomètres de la pouruite, il est rejoint par Thomas Alsgaard. Les deux Norvégiens se disputent le titre au sprint, Alsgaard remportant la médaille d'or. Troisième relayeur de son équipe, qui est dixième après le premier relais de Sture Sivertsen puis deuxième après celui de Erling Jevne, qui lui transmet le témoin avec douze secondes de retard, Dæhlie rejoint rapidement le troisième Italien Fabio Maj mais ne parvient pas à le distancer. Les deux derniers relayeurs Thomas Alsgaard et Silvio Fauner. Le Norvégien s'impose au sprint par deux dixièmes. Sur le cinquante kilomètres classique où le principal favori, Myllylä, est absent, Dæhlie termine avec une avance de huit secondes sur le Suédois Niklas Jonsson et l'Autrichien Christian Hoffmann. Avec la fondeuse russe Larisa Lazutina, il est le sportif le plus titré avec trois médailles d'or lors de ces jeux d'hier. Il dispute ensuite trois épreuves de coupe du monde, à Lahti, Falun et Oslo, son meilleur résultat étant une troisième place du cinquante kilomètres d'Holmenkollen. Thomas Alsgaard, avec 790 opoints, devance Bjørn Dæhlie au classement général de la coupe du monde. Les deux hommes terminent dans le même ordre du classement des sprints et moyenne distance, et de la coupe du monde de longue distance.
Lors de la saison 1998-1999, il termine sur le podium de l'ensemble des courses de coupe du monde précédant les mondiaux, remportant quatre victoires consécutives, à Dobbiaco avec un dix kilomètres libre et un quinze classique, à Davos lors d'un trente kilomètres classique et Nove Mesto sur un quinze classique et deux deuxièmes places. Lors des mondiaux de Ramsau en Autriche, il termine troisième du trente kilomètres, à 42 secondes de Mika Myllylä, Thomas Alsgaard terminant deuxième. Sur le dix kilomètres classique de nouveau remporté par Myllylä, il termine cinquième à 26,4 secondes du vainqueur. Lors du quinze kilomètres de la poursuite, il termine sixième. Le relais norvégien termine deuxième du quatre fois dix kilomètres, derrière l'Autriche. Malade, il ne participe pas au cinquante kilomètres, Myllylä remportant sa troisième médaille d'or. Pour la première fois depuis les mondiaux 1989, Dæhlie ne remporte pas de médaille d'or dans un grand championnat. Avec ses deux nouvelles médailles, il atteint le chiffre de dix-sept médailles en championnat du monde, égalant ainsi le record de la fondeuse soviétique puis russe Elena Välbe. Après les mondiaux, il remporte un quinze kilomètres classique à Lahti, sixième d'un trente kilomètres à Falun. Comme depuis le début de sa carrière, il ne parvient à remporter le cinquante kilomètres d'Holmenkollen, terminant deuxième derrière l'Autrichien Michail Botvinov. L'Autrichien Botvinov le devance dans le classement des courses de distance, Dæhlie remportant le classement des sprint devant Tor Arne Hetland. Bjørn Dæhlie obtient 885 points sur la saison, remportant le classement général devant Michail Botvinov et Mika Myllylä. Avec ce sixième globe, il devient le fondeur le plus titré en coupe du monde.
Une blessure au dos le contraint à mettre un terme à sa carrière en 2001.
Son record de 46 victoires en coupe du monde est égalé par sa compatriote Marit Bjørgen en 2010-2011.

## Palmarès

### Jeux olympiques
Jusqu'à l'édition 2014 de Sotchi, Bjørn Dæhlie est le sportif le plus médaillé de l'histoire des Jeux olympiques d'hiver avec douze médailles. À Sotchi, il est dépassé par son compatriote Ole Einar Bjørndalen. Avec huit médailles d'or, Dæhlie, Bjørndalen et Marit Bjørgen sont les athlètes les plus titrés.
Bjørn Dæhlie remporte ses douze médailles, huit d'or et quatre d'argent en trois éditions, en 1992, trois d'or et une d'argent, en 1994, deux d'or et deux d'argent et 1998, trois d'or et une d'argent. Il participe à un total de quinze épreuves, ses autres résultats étant deux quatrièmes places et une vingtième place.
| Édition / Épreuve | 10 km | 15 km Poursuite | 30 km  | 50 km | 4 × 10 km |
| ----------------- | ----- | --------------- | ------ | ----- | --------- |
| Albertville 1992  | 4e    | Or              | Argent | Or    | Or        |
| Lillehammer 1994  | Or    | Or              | Argent | 4e    | Argent    |
| Nagano 1998       | Or    | Argent          | 20e    | Or    | Or        |

Légende :
- : première place, médaille d'or
- : deuxième place, médaille d'argent
- : troisième place, médaille de bronze

### Championnats du monde
Bjørn Dæhlie participe à six éditions des Championnats du monde, de 1989 à 1999. Il remporte dix-sept médailles, ce qui fait de lui le fondeur masculin le plus médaillé. Il est toutefois devancé par son compatriote Petter Northug pour le nombre de titres, avec treize pour ce dernier contre neuf à Dæhlie. Il remporte au moins un titre lors de quatre éditions, et au moins une médaille lors de cinq des six éditions. Il remporte cinq titres en individuel, dont deux en poursuite, et quatre médailles d'or avec le relais norvégien. Lors de l'édition de Trondheim en 1997, il remporte cinq médailles, une lors de chacune des courses ; il remporte quatre médailles lors de deux éditions, en 1993 à Falun et en 1995 à Thunder Bay.
| Édition / Épreuve  | 10 km  | 15 km                            | 25 km Poursuite | 30 km  | 50 km  | 4 × 10 km |
| ------------------ | ------ | -------------------------------- | --------------- | ------ | ------ | --------- |
| Lahti 1989         |        |                                  |                 |        | 11e    |           |
| Val di Fiemme 1991 | 9e     | Or                               |                 |        | 4e     | Or        |
| Falun 1993         | 4e     | Épreuve inexistante à cette date | Or              | Or     | Bronze | Or        |
| Thunder Bay 1995   | Argent | Épreuve inexistante à cette date | 5e              | Argent | Argent | Or        |
| Trondheim 1997     | Or     | Épreuve inexistante à cette date | Or              | Argent | Bronze | Or        |
| Ramsau 1999        | 5e     | Épreuve inexistante à cette date | 6e              | Bronze |        | Argent    |

Légende :
- : première place, médaille d'or
- : deuxième place, médaille d'argent
- : troisième place, médaille de bronze

### Coupe du monde
Bjørn Dæhli, à part lors de sa première saison, termine l'ensemble des saisons qu'il dispute sur le podium du classement général, de la Coupe du monde, remportant le gros globe à six reprises, deuxième à deux reprises et troisième à deux reprises. l remporte également deux fois le classement des courses de distances, attribués depuis 1997.
| Saison / Épreuve | Saison / Épreuve | Général | Général | Distance                         | Distance                         | Sprint                           | Sprint                           |
| ---------------- | ---------------- | ------- | ------- | -------------------------------- | -------------------------------- | -------------------------------- | -------------------------------- |
| Saison / Épreuve | Saison / Épreuve | Class.  | Points  | Class.                           | Points                           | Class.                           | Points                           |
| 1988-1989        | 1988-1989        | 14e     | 36      | Épreuve inexistante à cette date | Épreuve inexistante à cette date | Épreuve inexistante à cette date | Épreuve inexistante à cette date |
| 1989-1990        | 1989-1990        | 3e      | 118     | Épreuve inexistante à cette date | Épreuve inexistante à cette date | Épreuve inexistante à cette date | Épreuve inexistante à cette date |
| 1990-1991        | 1990-1991        | 3e      | 105     | Épreuve inexistante à cette date | Épreuve inexistante à cette date | Épreuve inexistante à cette date | Épreuve inexistante à cette date |
| 1991-1992        | 1991-1992        | 1er     | 198     | Épreuve inexistante à cette date | Épreuve inexistante à cette date | Épreuve inexistante à cette date | Épreuve inexistante à cette date |
| 1992-1993        | 1992-1993        | 1er     | 696     | Épreuve inexistante à cette date | Épreuve inexistante à cette date | Épreuve inexistante à cette date | Épreuve inexistante à cette date |
| 1993-1994        | 1993-1994        | 2e      | 680     | Épreuve inexistante à cette date | Épreuve inexistante à cette date | Épreuve inexistante à cette date | Épreuve inexistante à cette date |
| 1994-1995        | 1994-1995        | 1er     | 930     | Épreuve inexistante à cette date | Épreuve inexistante à cette date | Épreuve inexistante à cette date | Épreuve inexistante à cette date |
| 1995-1996        | 1995-1996        | 1er     | 1110    | Épreuve inexistante à cette date | Épreuve inexistante à cette date | Épreuve inexistante à cette date | Épreuve inexistante à cette date |
| 1996-1997        | 1996-1997        | 1er     | 845     | 1er                              | 448                              | 2e                               | 210                              |
| 1997-1998        | 1997-1998        | 2e      | 678     | 2e                               | 482                              | 2e                               | 196                              |
| 1998-1999        | 1998-1999        | 1er     | 885     | 1er                              | 480                              | 2e                               | 360                              |

Bjørn Dæhlie compte 81 podiums individuels, dont 46 victoires, en 117 départs en coupe du monde. Il prend son premier départ le 7 janvier 1989 lors d'un quinze kilomètres à Kavgolovo. Mis à part sa première saison, il remporte au moins une course lors de chacune des saisons qu'il dispute.
| Épreuve / Édition | Sprint | Sprint    | 10 km                    | 10 km                  | 15 km                             | 15 km     | Poursuite 2 × 15 km | 30 km               | 30 km      | 50 km           |
| Épreuve / Édition | libre  | classique | libre                    | classique              | libre                             | classique | Poursuite 2 × 15 km | libre               | classique  | 50 km           |
| 1989-1990         |        |           |                          |                        | Salt Lake City Campra             |           | Lahti               |                     |            |                 |
| 1990-1991         |        |           |                          |                        | Val di Fiemme(CM)                 |           |                     | Štrbské Pleso       |            |                 |
| 1991-1992         |        |           |                          |                        | Cogne                             | Lahti     | Albertville (JO)    | Thunder Bay         | Kavgolovo  | Albertville(JO) |
| 1992-1993         |        |           |                          |                        | Ramsau am Dachstein Štrbské Pleso | Falun(CM) |                     | Kavgolovo Falun(CM) |            |                 |
| 1993-1994         |        |           |                          | Lillehammer(JO)        | Davos                             |           | Lillehammer(JO)     |                     |            |                 |
| 1994-1995         |        |           |                          | Kiruna                 | Sappada Sapporo                   |           |                     | Östersund           | Falun      |                 |
| 1995-1996         |        |           |                          | Santa Caterina Seefeld | Gällivare Brusson Santa Caterina  |           |                     |                     | Davos      |                 |
| 1996-1997         | Sunne  |           |                          |                        | Kiruna Trondheim (CM)             | Brusson   | Trondheim(CM)       | Falun               | Oberstdorf |                 |
| 1997-1998         |        |           | Beitostølen              | Val di Fiemme          | Val di Fiemme                     |           |                     |                     | Davos      |                 |
| 1998-1999         |        |           | Toblach Nové Město Lahti |                        |                                   | Toblach   |                     |                     | Davos      |                 |

## Caractéristiques physiques
Bjørn Dæhlie possédait la plus haute valeur jamais enregistrée VO2max, une consommation de 96 ml/min/kg, avant que sa performance soit dépassée par celle d'Oskar Svendsen, un cycliste ayant une consommation d'oxygène de 97,5 ml/min/kg, une performance mesurée lors du contre-la-montre des Championnats du monde junior (il avait 18 ans), à Valkenburg.

## Autres activités
Dès 1996, alors qu'il est toujours en activité, Bjørn Dæhlie créé sa propre ligne de vêtements. En 2007, il fonde la société Bj Sport, celle-ci devenant en février 2011 une filiale de Norway's Active Brands.
En février 2008, Luke Bodensteiner, le directeur de l'équipe des États-Unis de ski nordique annonce le partenariat entre celle-ci et Bj Sport, partenariat qui court jusqu'à 2011. Ce partenariat prévoit également un rôle actif de Dæhlie auprès des fondeurs américains, En novembre 2011, ce contrat est prolongé jusqu'en 2015.
Bjorn Daehlie, dont la mère a souffert durant de nombreuses années de la sclérose en plaques s'implique dans des actions pour recueillir des dons pour soigner cette maladie. En octobre 2008, sa présence lors de la 2009 American Birkebeiner est officialisée. Lors de cette course de ski de fond, disputée à Cable et Hayward dans le Wisconsin, course populaire et de longue distance, supérieure à cinquante kilomètres, il remet au gagnant d'une tombola une paire de ski, qu'il a dédicacé, de son équipementier Fisher.
Il s'est établi dans le canton de Zoug, en Suisse, qui présente une fiscalité particulièrement avantageuse pour les riches expatriés.

## Distinctions
- Il a reçu la Médaille Holmenkollen en 1997.
- Il a été élu sportif norvégien de l'année en 1995 et 1998.